# Sampans
Sampans és un municipi francès situat al departament del Jura i a la regió de Borgonya - Franc Comtat. L'any 2007 tenia 800 habitants.

## Demografia

### Població
El 2007 la població de fet de Sampans era de 800 persones. Hi havia 322 famílies de les quals 70 eren unipersonals (25 homes vivint sols i 45 dones vivint soles), 107 parelles sense fills, 124 parelles amb fills i 21 famílies monoparentals amb fills.
La població ha evolucionat segons el següent gràfic:
Habitants censats

### Habitatges
El 2007 hi havia 354 habitatges, 322 eren l'habitatge principal de la família, 6 eren segones residències i 26 estaven desocupats. 300 eren cases i 55 eren apartaments. Dels 322 habitatges principals, 246 estaven ocupats pels seus propietaris, 68 estaven llogats i ocupats pels llogaters i 8 estaven cedits a títol gratuït; 1 tenia una cambra, 20 en tenien dues, 29 en tenien tres, 95 en tenien quatre i 178 en tenien cinc o més. 241 habitatges disposaven pel capbaix d'una plaça de pàrquing. A 128 habitatges hi havia un automòbil i a 167 n'hi havia dos o més.

### Piràmide de població
La piràmide de població per edats i sexe el 2009 era:
| Homes | Edats   | Dones |
| ----- | ------- | ----- |
| 0     | 95 o +  | 4     |
| 0     | 90 a 94 | 12    |
| 0     | 85 a 89 | 0     |
| 0     | 80 a 84 | 4     |
| 4     | 75 a 79 | 12    |
| 24    | 70 a 74 | 12    |
| 4     | 65 a 69 | 20    |
| 16    | 60 a 64 | 8     |
| 36    | 55 a 59 | 32    |
| 40    | 50 a 54 | 28    |
| 48    | 45 a 49 | 68    |
| 20    | 40 a 44 | 28    |
| 12    | 35 a 39 | 8     |
| 20    | 30 a 34 | 16    |
| 16    | 25 a 29 | 8     |
| 24    | 20 a 24 | 20    |
| 36    | 15 a 19 | 36    |
| 32    | 10 a 14 | 24    |
| 20    | 5 a 9   | 12    |
| 12    | 0 a 4   | 8     |

## Economia
El 2007 la població en edat de treballar era de 525 persones, 374 eren actives i 151 eren inactives. De les 374 persones actives 342 estaven ocupades (182 homes i 160 dones) i 32 estaven aturades (11 homes i 21 dones). De les 151 persones inactives 57 estaven jubilades, 38 estaven estudiant i 56 estaven classificades com a «altres inactius».

### Ingressos
El 2009 a Sampans hi havia 348 unitats fiscals que integraven 912,5 persones, la mediana anual d'ingressos fiscals per persona era de 17.967 €.

### Activitats econòmiques
Dels 25 establiments que hi havia el 2007, 1 era d'una empresa extractiva, 1 d'una empresa alimentària, 4 d'empreses de fabricació d'altres productes industrials, 6 d'empreses de construcció, 4 d'empreses de comerç i reparació d'automòbils, 2 d'empreses d'hostatgeria i restauració, 1 d'una empresa immobiliària, 3 d'empreses de serveis, 1 d'una entitat de l'administració pública i 2 d'empreses classificades com a «altres activitats de serveis».
Dels 8 establiments de servei als particulars que hi havia el 2009, 2 eren paletes, 2 fusteries, 1 lampisteria, 1 electricista, 1 perruqueria i 1 restaurant.
Dels 2 establiments comercials que hi havia el 2009, 1 era una botiga de menys de 120 m² i 1 un drogueria.
L'any 2000 a Sampans hi havia 3 explotacions agrícoles.

## Equipaments sanitaris i escolars
El 2009 hi havia una escola elemental.

## Poblacions més properes
El següent diagrama mostra les poblacions més properes.